# Coroa norueguesa
A coroa norueguesa é a moeda oficial da Noruega. Em 5 de Agosto de 2013, €1,00 valia kr$7,85, e R$1,00 valia kr$2,57. A coroa norueguesa é a décima terceira moeda mais negociada no mundo por valor, e uma das moedas mais sólidas do mundo.
O símbolo kr significa kroner ("coroa" em norueguês).

## História
A coroa foi introduzida em 1875, substituindo o speciedaler norueguês a uma taxa de 4 coroas = 1 speciedaler. Ao fazê-lo, a Noruega aderiu à União Monetária Escandinava , que tinha sido estabelecido em 1873. A União persistiu até 1914, mas, após a sua dissolução, Dinamarca, Noruega e Suécia decidiram manter os nomes de suas respectivas e, agora, separadas moedas.
Dentro da União Monetária Escandinava, a coroa estava em um padrão-ouro de 2480 coroas = 1 quilograma de ouro puro (1 coroa de ouro = 403.226 miligramas). Este padrão-ouro foi restaurado entre 1916 e 1920 e novamente em 1928, mas foi suspenso permanentemente, em 1931, quando um pino para a libra britânica de 19,9 coroas = 1 libra foi estabelecido (a taxa anterior havia sido 18,16 coroas libra = 1). Em 1939, a Noruega atrelada a coroa temporariamente ao dólar dos EUA a uma taxa de 4,4 coroas = 1 dólar.
Durante a ocupação alemã na Segunda Guerra Mundial , a coroa foi atrelado ao Reichsmark a uma taxa de 1 coroa = 0,6 Reichsmark inicialmente, mais tarde reduzido para 0,57. Após a guerra, uma taxa de 20 coroas = 1 libra (4,963 coroas = 1 dólar dos EUA) foi estabelecida. A taxa para a libra foi mantida em 1949, quando a libra desvalorizou em relação ao dólar dos EUA, levando a uma taxa de 7,142 coroas = 1 dólar dos EUA. Em dezembro de 1992, o Banco Norges (Banco Central da Noruega) abandonou o câmbio fixo em favor de uma taxa de câmbio flutuante (float gerenciado), devido à especulação pesado contra a moeda norueguesa no início de 1990 que perderam o banco central da Noruega dois bilhões de coroas em compras defensivas da NOK através do uso de reservas de moeda estrangeira por um período de tempo relativamente curto.

## Moedas
Em 1875, moedas foram introduzidas (algumas datando 1874) em valores de 10 e 50 øre e 1 e 10 kroner. Essas moedas também possuíam os valores da moeda anterior, como de 3, 15, e 30 "skilling" (Unidade monetária escandinava) e 2½ "specidaler". Entre 1875 e 1878, a nova moeda foi introduzida completamente, em valores de 1, 2, 5, 10, 25, e 50 øre e 1, 2, e 10 kroner.  As de 1, 2, e 5 øre eram de bronze; As de 10, 25, e 50 øre e 1 e 2 kroner, em prata; E as de 10 e 20 kroner, em ouro.
As últimas moedas de ouro foram emitidas em 1910; prata foi substituída por cuproníquel em 1920.  Entre 1917 e 1921, ferro substituiu temporariamente o bronze. 1917 também viu a última emissão de moedas de 2 kroner.  Durante a ocupação alemã na Segunda Guerra Mundial, zinco foi usado no lugar do cuproníquel nas moedas de 10, 25, e 50 øre, e a produção da de 1 krone foi suspendida.
Em 1963, moedas de 5 kroner foram introduzidas.  A produção das moedas de 1 e 2 øre cessou em 1972.  No ano seguinte, o tamanho da moeda de 5 øre foi reduzida; a produção desse valor cessou em 1982, junto coma emissão das de 25 øre.  Moedas de 10 kroner foram introduzidas em 1983. Em 1992, as últimas moedas de 10 øre foram emitidas.
Entre 1994 e 1998, novas moedas foram introduzidas, de 50 øre, 1, 5, 10, and 20 kroner. Essas são as única moedas que estão atualmente em curso forçado, com a exceção da moeda de 50-øre, que foi retirada em 1º de maio de 2012. Ela foi removida pois não estava mais circulando como uma moeda comum usada para pagamento. Entretanto, bancos na Noruega irão continuar a trocar moedas de 50 øre por valores maiores até 2022.
| Moedas circulando atualmente         | Moedas circulando atualmente | Moedas circulando atualmente | Moedas circulando atualmente | Moedas circulando atualmente      | Moedas circulando atualmente | Moedas circulando atualmente | Moedas circulando atualmente | Moedas circulando atualmente |
| Valor                                | Parâmetros técnicos          | Parâmetros técnicos          | Parâmetros técnicos          | Parâmetros técnicos               | Descrição                    | Descrição                    | Descrição                    | Emitido em                   |
| Valor                                | Diâmetro                     | Espessura                    | Massa                        | Composição                        | Pontas                       | Visão frontal                | Visão traseira               | Emitido em                   |
| ------------------------------------ | ---------------------------- | ---------------------------- | ---------------------------- | --------------------------------- | ---------------------------- | ---------------------------- | ---------------------------- | ---------------------------- |
| 1 krone                              | 21 mm                        | 1.7 mm                       | 4.35 g                       | Cuproníquel 75% Cobre, 25% Níquel | Macio                        | Haroldo V                    | um pássaro                   | 1997                         |
| 5 kroner                             | 26 mm                        | 2 mm                         | 7.85 g                       | Cuproníquel 75% Cobre, 25% Níquel | Liso                         | Ordem de Santo Olavo         | Folhas acanthus              | 1998                         |
| 10 kroner                            | 24 mm                        | 2 mm                         | 6.8 g                        | 81% Cobre, 10% Zinco, 9% Níquel   | Liso interrompido            | Haroldo V                    | Telhado da Igreja de madeira | 1995                         |
| 20 kroner                            | 27.5 mm                      | 2.2 mm                       | 9.9 g                        | 81% Cobre, 10% Zinco, 9% Níquel   | Smooth                       | Haroldo V                    | Navio viquingue              | 1994                         |
| Predefinição:Tabela monetária padrão |                              |                              |                              |                                   |                              |                              |                              |                              |

## Todos os valores
| Valor       | Notas               | Notas     | Notas                                 | Moedas    | Moedas   | Moedas                                                                                 |
| Valor       | Impressa            | Inválida  | Comentários                           | Minted    | Inválida | Comentários                                                                            |
| ----------- | ------------------- | --------- | ------------------------------------- | --------- | -------- | -------------------------------------------------------------------------------------- |
| 1 øre       | –                   | –         | –                                     | 1876–1972 | 1988     | Bronze, ferro 1918–21 & 1941–45                                                        |
| 2 øre       | –                   | –         | –                                     | 1876–1972 | 1988     | Bronze, ferro 1917–20 & 1943–45                                                        |
| 5 øre       | –                   | –         | –                                     | 1875–1982 | 1988     | Bronze, ferro 1917–20 & 1941–45                                                        |
| 10 øre      | –                   | –         | –                                     | 1874–1991 | 2003     | Prata 1874–1919, cuproníquel 1920–92 (furada 1924–51), zinco 1941–45                   |
| 25 øre      | –                   | –         | –                                     | 1876–1982 | 1988     | Prata 1876–1919, cuproníquel 1921–82 (furada 1921–50), zinco 1943–45                   |
| 50 øre      | –                   | –         | –                                     | 1874–2012 | 2012     | Prata 1874–1919, cuproníquel 1920–96 (furada 1920–49), zinco 1941–45, bronze 1996–2012 |
| 1 krone     | 1917–1925 1940–1950 | 1926 1999 | "Notas de moedas" de tempos de guerra | 1875–     | -        | Prata 1875–1917, cuproníquel 1925– (furada 1925–51, 1997–)                             |
| 2 kroner    | 1918–1925 1940–1950 | 1926 1999 | "Notas de moedas" de tempos de guerra | 1876–1917 | ??       | Prata 1878–1917                                                                        |
| 5 kroner    | 1877–1963           | 1999      | Substituída por moeda em 1963         | 1963–     | –        | Cuproníquel (furada 1998–)                                                             |
| 10 kroner   | 1877–1984           | 1999      | Substituída por moeda em 1984         | 1983–     | –        | Níquel-latão                                                                           |
| 20 kroner   | -                   | -         | -                                     | 1994–     | –        | Níquel-latão                                                                           |
| 50 kroner   | 1877–               | –         |                                       | -         | -        | -                                                                                      |
| 100 kroner  | 1877–               | –         |                                       | -         | -        | -                                                                                      |
| 200 kroner  | 1994–               | –         |                                       | -         | -        | -                                                                                      |
| 500 kroner  | 1877–               | –         |                                       | -         | -        | -                                                                                      |
| 1000 kroner | 1877–               | –         |                                       | -         | -        | -                                                                                      |